# Mirosław Gucwa

Bischofswappen von Mirosław Gucwa

Mirosław Gucwa (* 21. November 1963 in Pisarzowa (Landgemeinde Limanowa), Polen) ist ein polnischer Geistlicher und römisch-katholischer Bischof von Bouar.

## Leben
Mirosław Gucwa studierte Philosophie und Katholische Theologie am Priesterseminar in Tarnów. Nach dem Erwerb des Lizenziates im Fach Katholische Theologie empfing er am 12. Juni 1988 das Sakrament der Priesterweihe.
Von 1988 bis 1992 war Gucwa als Pfarrvikar in Grybów tätig, bevor er 1992 als Missionar in die Zentralafrikanische Republik ging und Pfarrer in Bohong wurde. 1996 wurde er Rektor des Kleinen Seminars in Bouar. Von 2003 bis 2006 war Mirosław Gucwa zudem Kanzler der Diözesankurie des Bistums Bouar. Gucwa wurde 2006 zum Generalvikar des Bistums Bouar ernannt. Daneben war er von 2011 bis 2014 als Pfarrer der Kathedrale sowie als Gefängnis- und Krankenhausseelsorger in Bouar tätig.
Am 2. Dezember 2017 ernannte ihn Papst Franziskus zum Bischof von Bouar. Der Erzbischof von Bangui, Dieudonné Kardinal Nzapalainga CSSp, spendete ihm am 11. Februar 2018 die Bischofsweihe; Mitkonsekratoren waren der Apostolische Nuntius in der Zentralafrikanischen Republik, Erzbischof Santiago de Wit Guzmán, und der Bischof von Tarnów, Andrzej Jeż.